# فیلیپ جی. فرای
فیلیپ جی. فرای (انگلیسی: Philip J. Fry) که به سادگی فرای خوانده می‌شود. قهرمان سری سیت‌کام انیمیشن فیوچراما است که صدای آن توسط بیلی وست گویندگی شد. وی یک پیک موتوری در سده بیستم است که از طریق فوق سردشناسی در سده سیم از خواب بیدار می‌شود که در آن پیک در سفرهای میان کهکشانی را عهده‌دار می‌شود. وی همخانه بندر بندینگ رودریگز است.